# IWI Tavor TAR-21
El TAR-21, o simplemente Tavor, es un moderno fusil de asalto de calibre 5,56 mm fabricado por Israel, considerado como una de las mejores armas de su categoría por su fiabilidad en condiciones adversas. Las siglas "TAR-21" significan en inglés "Fusil de Asalto Tavor - Siglo XXI", al ser elegido "el fusil del nuevo siglo" por las Fuerzas de Defensa de Israel (Tzáhal), mientras que el nombre Tavor procede del Monte Tabor al norte del Israel. Se prevé que en los próximos años servirá como principal arma de infantería de este país.

## Historia
El Tavor fue diseñado por el judío Zalman Shebs, jefe del proyecto, y es fruto del trabajo de los ingenieros de la Israel Military Industries (IMI), una empresa pública israelí cuya fábrica de armamento ligero, "Maguén" (escudo en español) se privatizó en 2005 cambiando su nombre por el de Israel Weapon Industries (IWI).
El ejército israelí participó activamente en el diseño del fusil hacia finales del siglo XX, y hasta fue quien definió los requisitos, tanto operativos como técnicos, del mismo. El objetivo fue fabricar un arma que mejoraría considerablemente las capacidades del soldado de infantería, por lo que se realizaron pruebas comparativas con los fusiles de asalto estadounidenses M16 (AR-15) y el más avanzado M4, en distintos escenarios, entre ellos de operaciones urbanas, CQB (combate en espacios cerrados) y un término propio de Tzáhal - conquista de un objetivo fortificado. Los resultados de aquellas pruebas le dieron la ventaja al Tavor sobre la carabina M4, tanto en términos de precisión como de accionamiento, resistencia y fiabilidad.

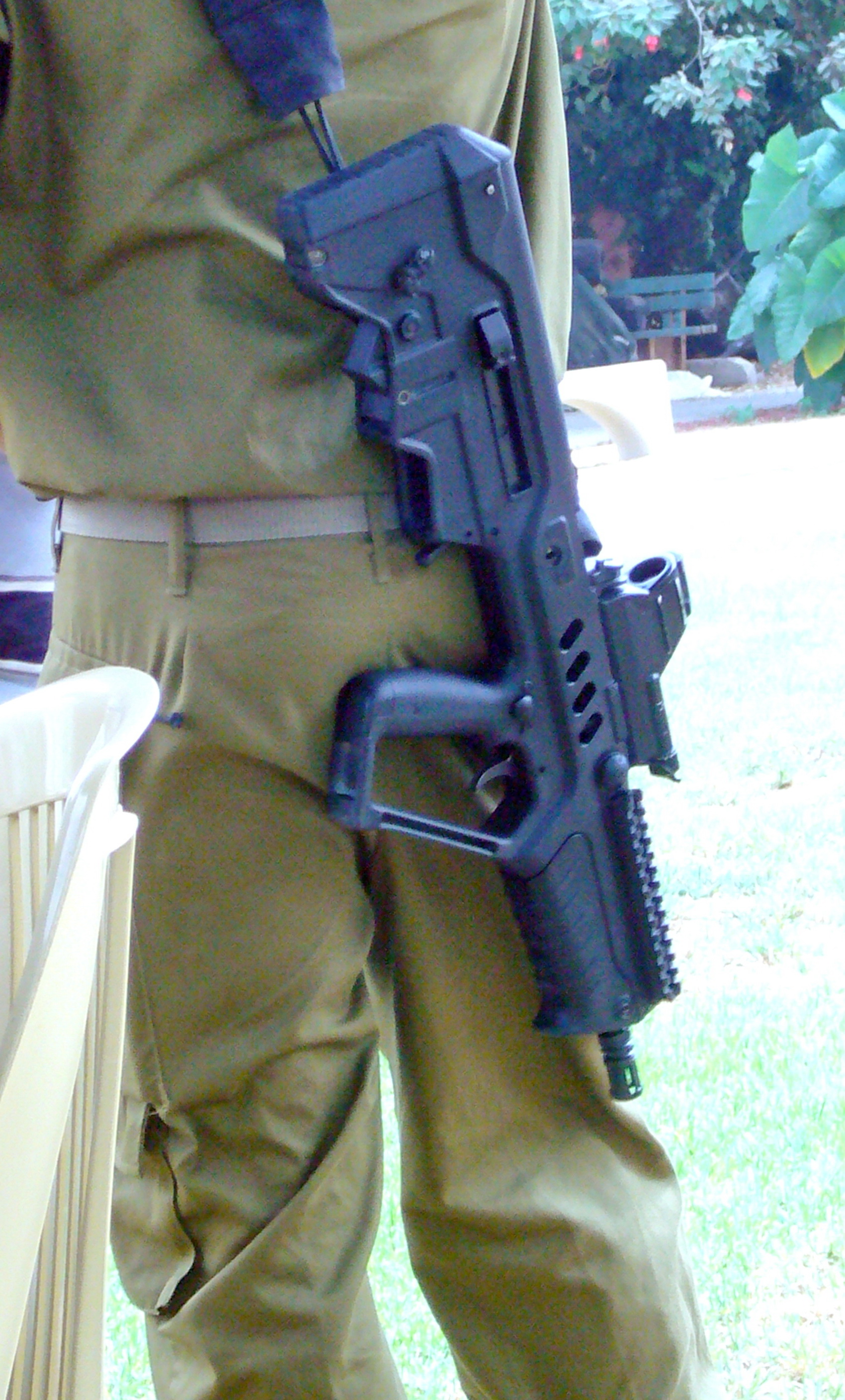
Un soldado israelí con un fusil Modelo С.T.A.R. 21 colgado en el hombro.

Las primeras unidades entraron en servicio durante la operación Escudo Defensivo, y a tenor de las buenas críticas fue seleccionada como futura arma larga de dotación en las unidades de infantería y paracaidismo del Tzáhal. Sin embargo, debido a limitaciones presupuestarias, se adquirieron cantidades suficientes para abastecer solo a una parte de los batallones de infantería (hasta finales de 2006 se habían entregado 16 000 unidades). El ejército se decantó por el modelo CTAR-21 (Tavor Comandos), con su cañón de reducida longitud apto para las operaciones urbanas. Los reclutas de la brigada de infantería Guivati fueron los primeros de recibirlo en agosto de 2006, seguidos por los de la brigada Golani en agosto de 2008, el batallón Caracal en 2009, y a partir de marzo de 2011, los reclutas de la brigada Nahal.
A pesar de todo, el Tzáhal no llegó a dotar a todos sus soldados de infantería con el CTAR. En 2007 se anunció el cese de su suministro debido a "problemas de juventud" que se habían detectado en los fusiles, incluido el encasquillado de balas. Una vez superados éstos, aprovechando también para mejorar el mecanismo de disparo, fue reintroducido en las Fuerzas Armadas con la decisión de dotar a los soldados de la versión mejorada, TAR-21 bloque 81. En diciembre de 2008 se entregaron a la unidad de élite Sayeret Guivati  varios ejemplares del Micro-Tavor, MTAR-21 (b. 81), durante una especie de programa piloto de dos meses de duración, al cabo del cual los soldados informaron de cero incidentes.
A finales de 2009 el Ejército de Tierra israelí anunció la dotación de todos sus soldados con el Micro Tavor, considerado el más codiciado por sus soldados ya que combina muy reducidas dimensiones con una impecable precisión a distancias de hasta 500 m, sustituyendo a los CTAR 21 y M-4 en servicio. Los primeros en recibirlo como arma de dotación fueron los miembros del batallón de reconocimiento de la Brigada Guivati, seguidos por los demás batallones de infantería. En octubre de 2011 se hizo con él la compañía de élite del Cuerpo de Ingenieros del ejército israelí, debiéndose ello a la ventaja de un arma corta en las operaciones de desminado, uno de los objetivos de dicha unidad. En 2012 se presentó el lanzagranadas GL40, diseñado especialmente para acoplarse al MTAR-21 (teniendo en cuenta sus diminutas dimensiones).

## Características técnicas

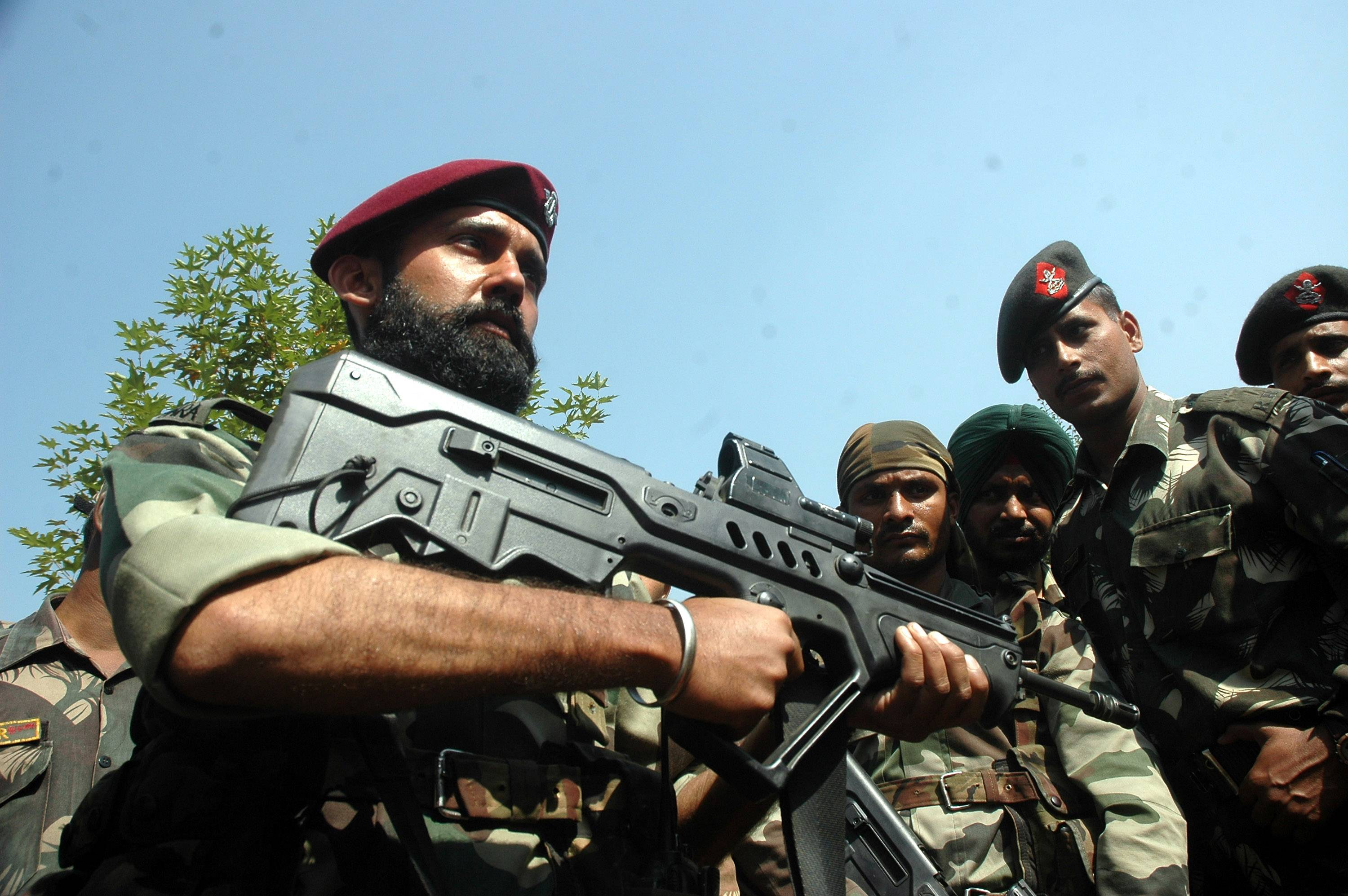
Imagen del ejército indio usando un TAR-21.

El Tavor es un arma de configuración Bullpup. La empuñadura y el disparador se sitúan por delante del cajón de mecanismos, dejando a cerrojo y cargador dentro de la culata. De este modo se permite la reducción del tamaño del arma sin tener que ceder en largo del cañón (lo cual facilita mejores resultados balísticos en términos de distancia y precisión). Otra ventaja es la reducción de la silueta del soldado al doblar esquinas, maximizando la eficacia en operaciones urbanas.
La reducción del peso se alcanza mediante la utilización de materiales compuestos, ligeros pero muy fuertes, que sustituyen al metal y plástico de las armas tradicionales. Estos polímeros son fáciles de mantener y no se dañan por los materiales de limpieza que utilizan las unidades de infantería (sustancias que contienen un 90 % de varsol y 10 % aceite).
Para facilitar su adaptación a equipos y piezas de fabricación internacional, y especialmente los fabricados para el AR-15, el Tar-21 es compatible con los cargadores STANAG 4179, el lanzagranadas M203, y similares.
El Tavor sirve al soldado en todos los patrones del combate. Es preciso a largas distancias, el rápido cambio de combate diurno a nocturno se facilita por medio del equipo óptico colocado detrás de los elementos de puntería, dejando despejada la línea de visión entre el alza y el punto de mira. En todas las modalidades de combate se permite acoplar bocachas lanzagranadas, cañones externos y otros mecanismos de disparo, como los lanzagranadas o escopetas de balas de goma para los antidisturbios.
El Tar-21 es en principio un arma ambidiestra ya que dispone de dos ventanas de eyección, una en cada lado de la culata. Sin embargo, el proceso de reconfiguración requiere desmontar el arma parcialmente, lo cual hace que no se pueda llevar a cabo mientras se usa.
Como la mayoría de fusiles de asalto, el Tavor dispone de un selector de tiro de tres posiciones: seguro, tiro semiautomático y tiro automático. Tanto su cajón de mecanismos como la carrillera son ergonómicos, "trayendo" la mira de forma intuitiva al campo de visión del tirador, incrementando así las probabilidades de acierto ya en el primer disparo. Una de las mejoras introducidas en el bloque 81 ha sido la facilidad de adaptación al usuario zurdo, incluyendo una aleta de seguro ambidextra.
El sistema de puntería integrado consiste en una mira reflex MARS (iniciales de Multi-Purpose Aiming Reflex Sight), también de fabricación israelí (producto de la empresa ITL Optronics), diseñada para ahorrar energía y preservar las pilas para un largo uso. Este dispositivo proyecta el objetivo al centro de la visión una vez situado el punto de señalización rojo sobre el blanco, pudiendo mover la cabeza sin perder al objetivo. El mecanismo se activa al colocar la aleta del seguro en posición de tiro, y se apaga con la puesta de la misma en posición de seguro. El sistema MARS integra también un puntero láser (visible o infrarrojo) tanto para tiro nocturno como para disparar desde la cadera, cuya fácil activación se consigue por medio de una palanquilla de presión colocada en el guardamano. También incluye una mira clásica para el caso de fallar los anteriores ("backup sight").
Además, se le puede acoplar una serie de diferentes miras, como las de visión nocturna de tercera generación, o la holográfica EOTech, y otros dispositivos electrónicos.

## Modelos
El Tavor se fabrica en varios modelos:
- TAR-21 (versión estándar): con cañón de 460 mm y diseñada como arma polivalente para la infantería.
- CTAR-21 (versión "Comando"):  Una versión compacta de cañón recortado (380 mm), destinada a unidades de comando y fuerzas especiales.
- STAR-21 (versión "Francotirador"): versión estándar con un bípode plegable sujetado debajo del cañón y una mira telescópica Trijicon ACOG 4×.
- GTAR-21 (versión "granadera"): versión estándar con muescas debajo del cañón, para poder instalar el lanzagranadas M203 de 40 mm.
- MTAR-21 (versión "Micro"): Véase a continuación.
  - Zittara: Versión del MTAR-21 fabricada en India bajo licencia de la IMI, que utiliza el cartucho de fabricación local 5,56x30 MINSAS (producido por la Ordnance Factories Board).
- TC-21 (versión "Carbine"): Carabina versión civil con cañón de 42 cm (Véase a continuación).

Futuras variantes en fabricación: en calibre 7,62 mm (.30 Carbine), 11,43 mm (.45 ACP) y 10 mm (.40 S&W) destinados todas para la exportación.

### Micro Tavor (X95)

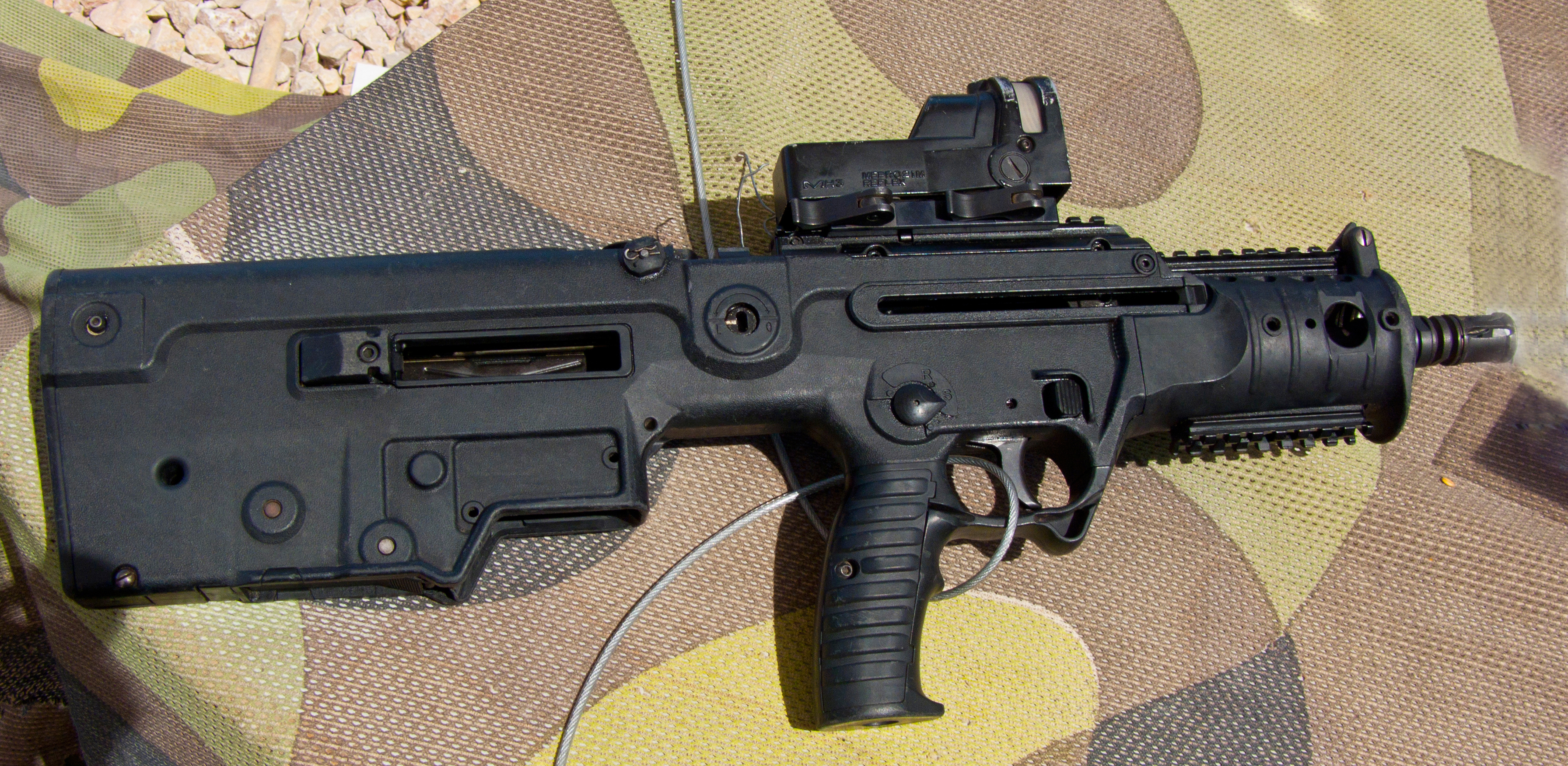
Un fusil de asalto X95.

El Micro Tavor (MTAR-21), también llamado X95 (sobre todo en Estados Unidos) o Tavor-2, es un fusil de asalto subcompacto diseñado concretamente para uso de las unidades de élite.
Empleando un sencillo kit de conversión, el MTAR-21 puede ser recalibrado en 9 mm, convirtiéndose en un subfusil con capacidad de 20, 25 y 32 cartuchos. También se le puede instalar un silenciador, el cual forma parte del kit 9 mm. Un lanzagranadas especialmente diseñado para sus medidas también está disponible, lo cual requiere de un diseño verdaderamente especial.
A pesar de ser originalmente destinado a las fuerzas especiales, las Fuerzas de Defensa de Israel anunciaron en noviembre de 2009 la dotación de la totalidad de sus unidades de infantería del Micro Tavor como arma de dotación. Ello se debe al tipo de enfrentamientos en los que el Tzáhal se ha visto implicado en las últimas décadas, desarrollados mayoritariamente en zonas urbanas.
Variantes:
- X95 - fusil de asalto compacto de calibre 5,56 mm, con cañón de 330 mm de largo.
- X95L - carabina de calibre 5,56 mm, con cañón de 380 mm de largo.
- X95S - subfusil de calibre 9 mm, con cañón de 330 mm de largo.
- X95SD - subfusil de calibre 9 mm con silenciador integrado, cañón de 275 mm y cadencia de unos 1200 disparos/minuto.

### Carabina TC-21
El Tavor Carbine (TC-21) es una versión semiautomática pensada para el mercado civil, aunque también para los miembros de las fuerzas de seguridad pública, y sobre todo los agentes de patrulla, en países donde las armas automáticas solo se emplean por los SWAT y similares. El primer prototipo de este modelo fue presentado en la feria SHOT Show de 2002 al ser anunciado un acuerdo de colaboración entre la IMI y Barrett Firearms Company para la producción local del Tavor en versiones civil y militar. De este modo Israel podría usar el fondo de ayuda militar para adquirir los Tavor, ya que los acuerdos de financiación militar establecen que dicho fondo solo puede utilizarse para productos fabricados por empresas estadounidenses. Sin embargo, el acuerdo entre la IMI y Barrett no llegó a formalizarse, y la versión semiautomática del Tavor presentada en aquella feria nunca alcanzó la fase de fabricación.
El actual Tavor Carbine, fabricado en Israel por la IWI, posee un cañón algo más corto que el estándar, para poderse distinguir a simple vista del fusil de asalto TAR-21 de uso militar. A partir de 2008 se encuentra disponible para uso civil en Canadá. La versión canadiense viene con una mira réflex de la marca Meprolight (también israelí) y un cañón algo más largo para cumplir con la normativa canadiense de "armas largas civiles semiautomáticas no restringidas con cartucho de percusión central" (que exige que el largo del cañón supere a los 470 mm). El presidente de la famosa Charles Daly, Michael Kassnar, anunció en su día los planes para importar la carabina israelí a Estados Unidos, pero poco después la empresa congeló sus actividades.

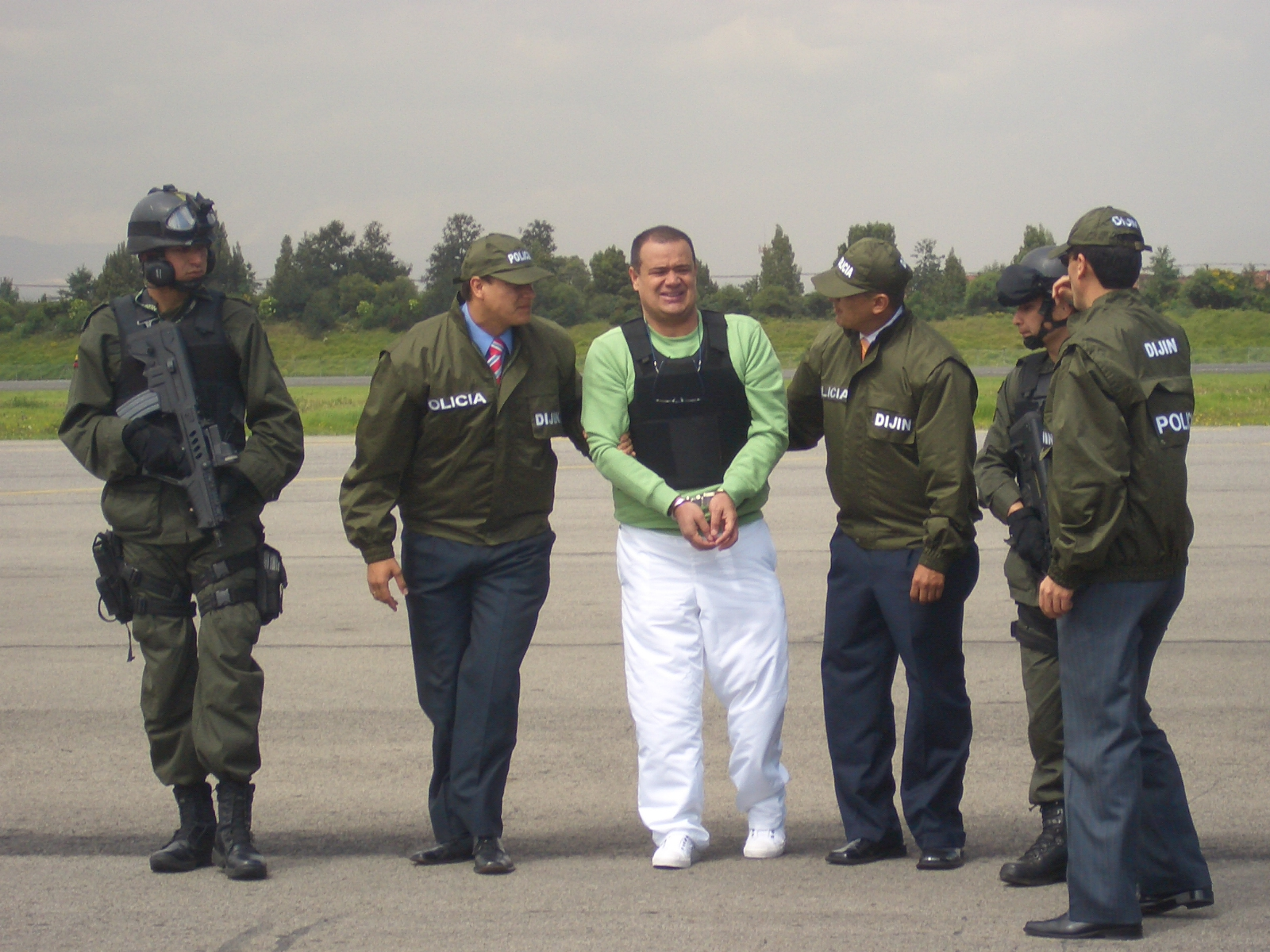

Sin embargo, en una entrevista con Michael Kassner realizada en la feria SHOT Show 2012, el mismo afirmó que ante la gran demanda en el mercado estadounidense la carabina iba a ser importada por la Trans World Arms, entre septiembre y octubre de 2012. En cambio, en los foros del sector se asegura que la versión semiautomática para el mercado estadounidense sería fabricada en Estados Unidos por la propia IWI, con piezas en parte importadas de Israel y otras de fabricación estadounidense, cumpliendo con la normativa 922R. 
En 2013, IWI abrió una subsidiaria en EE. UU., IWI US, que fabrica el TC-21 semiautomático como Tavor SAR para las ventas en EE. UU. El arma está fabricada con una combinación de piezas israelíes y estadounidenses. IWI US había enviado 50 000 Tavor SAR a clientes civiles estadounidenses a principios de 2016.
IWI US vende Tavor SAR en una variedad de variantes:
TSB16: Versión semiautomática del CTAR-21, con una longitud total de 26,125 in (663,575 mm).
TSB16L: un TSB16 con controles preinstalados para zurdos.
TSB16-BLK: un TSB16 con cámara en .300 AAC Blackout.
TSB17-9 : subfusil ametrallador de 9×19 mm con un cañón de 431,8 mm (17 pulgadas) y una longitud total de 663,575 mm (26,125 pulgadas).
TSB18 : rifle de 5,56×45 mm con un cañón de 18 pulgadas (457,2 mm) y una longitud total de 27,625 pulgadas (701,675 mm).
TSB18RS : rifle de 5,56×45 mm con un cañón de 18 pulgadas (457,2 mm) y una longitud total de 30 pulgadas (762 mm); Freno de boca permanente integrado de 2+3⁄8 pulgadas y un cargador de 10 rondas para cumplir con las leyes de ciertos estados. ('RS' significa Estado restringido.)

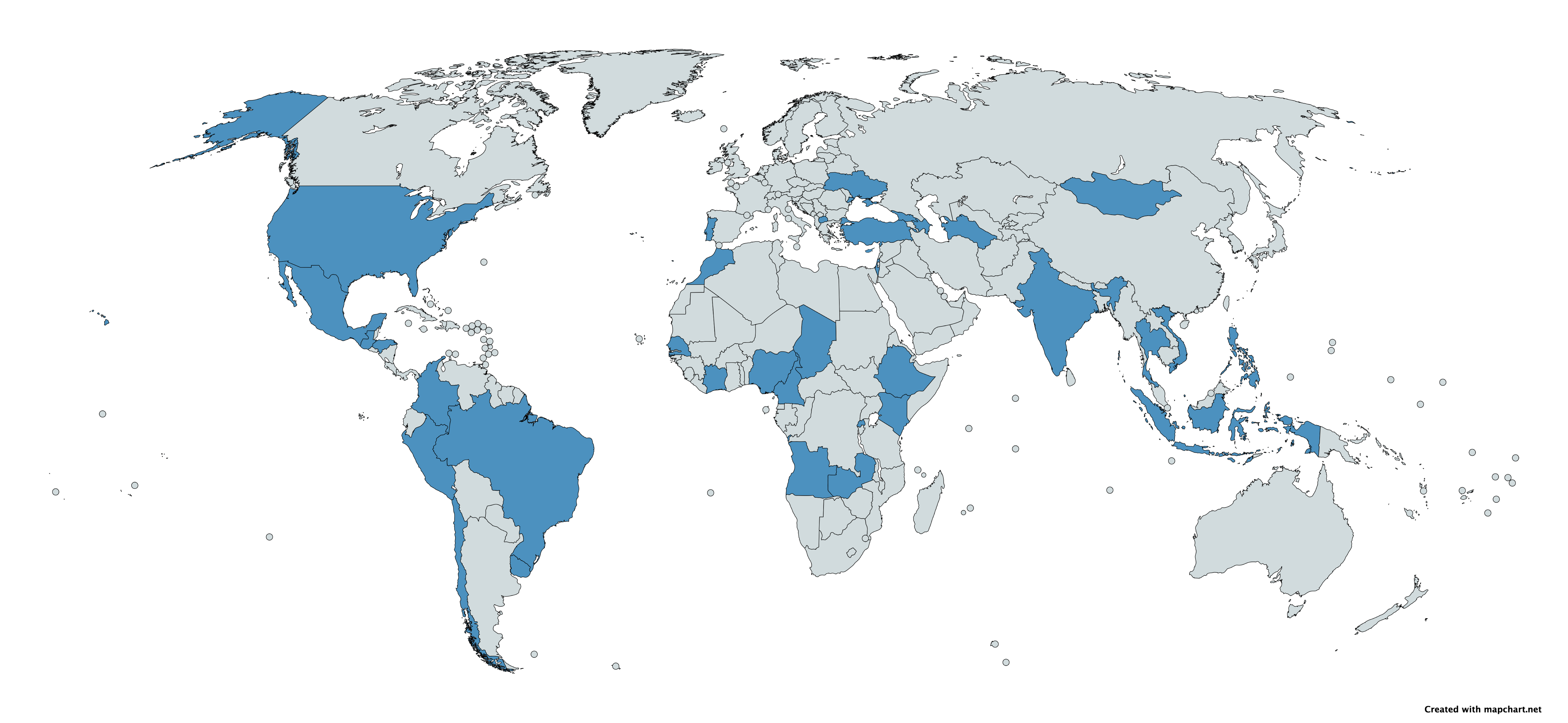
Usuarios del TAR-21

TSIDF16: versión semiautomática del CTAR-21 sin un riel de longitud completa, una mira MEPRO 21 integrada y una longitud total de 26,125 in (663,575 mm); destinado a ser una réplica semiautomática del CTAR-21 emitido a las FDI.
Nota: IWI US vende sus Tavor SAR en una variedad de colores, incluidos Black (B), Flat Dark Earth (FD) y OD Green (G); la letra 'B' posterior a 'TS' en las designaciones de los rifles se puede cambiar con cualquiera de las letras respectivas de los colores.

## Usuarios internacionales
| País                | Modelo                   | Descripción | Referencias                 |
| ------------------- | ------------------------ | --- | --------------------------- |
| Argentina           | MTAR-21                  | Es utilizado por la Prefectura Naval Argentina. |                             |
| Azerbaiyán          | TAR-21                   | En agosto de 2008 el Ejército azerbaiyano dotó a sus fuerzas especiales del modelo TAR-21, sustituyendo a los AK-47 en servicio. | [ 23 ]                      |
| Brasil              | Taurus TAR-21            | La brasileña fábrica de Taurus, produce los fusiles de asalto Tavor bajo licencia de IWI para abastecer tanto al mercado civil como militar. Una pequeña remesa ha ido a parar a la Brigada de Fronteras. | [ 24 ] [ 25 ]               |
| Canadá              | TC-21                    | Canadá es quizás el mercado civil más importante para la versión semiautomática, cosa que no ha dejado indiferentes a las autoridades del país, las cuales han dotado a los guardas de seguridad públicos, los cuales no tienen permiso para operar armas automáticas, de dicha versión. |                             |
| Chile               | MTAR-21                  | Usados por los ERTA de la Policía de Investigaciones de Chile |                             |
| Colombia            | TAR-21                   | Se ha dotado de 30 000 fusiles Tavor/TAR-21 tanto a las fuerzas especiales de la infantería del Ejército colombiano como a la infantería de marina y a la Policía Nacional. | [ 26 ]                      |
| Costa Rica          | MTAR-21                  | Al servicio de las fuerzas de orden públicas. |                             |
| Croacia             |                          | Fusil de asalto VHS, variante altamente similar, aunque según sus productores es de producción local. |                             |
| Etiopía             | TAR-21                   | Los guardaespaldas del primer ministro de Etiopía portan el TAR-21 como arma táctica de protección. | [ 27 ] [ 28 ]               |
| Filipinas           | TAR-21, CTAR-21          | Pequeñas cantidades fueron adquiridas por las fuerzas especiales de la Marina filipina. La agencia antidroga (PDEA) también emplea unas 120 unidades del CTAR, un modelo que sirve también a la unidad marítima de operaciones especiales de la Policía Nacional filipina. | [ 29 ] [ 30 ] [ 31 ]        |
| Georgia             | TAR-21, GTAR-21          | En 2001, el Ejército georgiano firmó un acuerdo de 65 millones de dólares para la entrega de unas 7000 unidades del TAR-21, incluyendo distintas variantes y lanzagranadas, sustituyendo a los AK-47 en servicio. Adicionalmente, el Micro Tavor está en uso por el batallón de élite Grupo Gulua. Un plan conjunto para fabricar el Tavor localmente fue finalmente suspendido por Israel debido a presiones por parte de Rusia. | [ 32 ]                      |
| Guatemala           | TAR-21                   | La Policía Nacional Civil de Guatemala utiliza el TAR-21 tanto para misiones cotidianas como de algunas operaciones especiales. Entre los operadores dentro de la Policía está Dirección General de Inteligencia Civil. Los rifles también son operados por el Ejército de Guatemala, como en algunos escuadrones Kaibil | [ 33 ] [ 34 ] [ 35 ] [ 36 ] |
| Honduras            | MTAR-21                  | Las fuerzas especiales del Ejército hondureño están dotadas del MTAR-21. Actualmente la F.N.A(Fuerza Nacional Antiextorsión también están equipadas con MTAR-21. | [ 37 ]                      |
| India               | TAR-21, Zitarra, MTAR-21 | En 2002 India firmó un contrato de 17,7 millones de dólares con la IMI, para la compra de 3070 fusiles destinados a las fuerzas especiales indias, debido, según se indica en la nota oficial emitida, a su ergonomía, fiabilidad en condiciones desérticas, y las facilidades para CQB y tiro rápido desde el interior de los vehículos. Hasta 2005 la IMI había suministrado unas 400 unidades a la Unidad Fronteriza del Norte, SFF. Sin embargo, debido a críticas relativas a su funcionamiento, se procedió a la introducción de varias modificaciones, dando resultados en las pruebas realizadas en Israel en 2006 tan satisfactorias que se procedió al envío de la remesa en su totalidad. Al mismo tiempo, se inició un proyecto de rearme de las fuerzas indias con una versión modificada del MTAR-21 en 9 mm. Conocido como Zittara, esta arma está fabricada localmente por la Ordnance Factories Board, con algunas diferencias con respecto a posibilidades de adaptación a los dispositivos usados por las fuerzas locales. El Zittara es ligeramente más largo y más pesado que el MTAR-21. El Ejército indio invirtió 20 millones de dólares en la compra de 5500 unidades, mientras que las fuerzas especiales de la Armada india se están preparando para la adopción del Tavor, habiendo realizado una primera compra de 500 unidades del TAR-21 estándar, junto a 30 fusiles de la marca Galil (versión de francotiradores), con una inversión total de 23,3 millones de dólares realizada en diciembre de 2010. La Fuerza Nacional de la Policía Armada (CRPF) ha encargado 12 000 unidades del Micro Tavor original (X95), con una primera entrega realizada a principios de 2011. | [ 38 ] [ 39 ] [ 40 ] [ 41 ] |
| Macedonia del Norte |                          | |                             |
| México              | TAR-21                   | Lo utiliza el grupo de operaciones especiales de la policía federal y la PGR también lo utiliza, el Grupo de la policía de la capital mexicana y algunas procuradurías de los estados. |                             |
| Nigeria             | TAR-21                   | El Servicio de Seguridad Estatal utiliza el TAR-21 como arma de dotación primaria para sus unidades tácticas de protección personal, sustituyendo al Uzi. | [ 42 ]                      |
| Panamá              | Tavor X95                | Utilizado por el Servicio Nacional Aeronaval (SENAN). |                             |
| Perú                | STAR-21, TAR-21          | En servicio en las fuerzas especiales del Ejército del Perú y la Marina de Guerra del Perú. |                             |
| Portugal            | TAR-21                   | El TAR-21 está al servicio de las unidades de intervención de la Policía Judicial, para intervenciones en situaciones de crisis y toma de rehenes que se realizan junto con las unidades de intervención del Grupo de Operaciones Especiales (GOE) y de la Guarda Nacional Republicana (COE). Estas armas fueron destinadas en primera instancia a dotar a una nueva unidad bajo el mando de la Policía Judicial, con las características del GOE. El TAR-21 también participó en el concurso de la nueva arma de dotación de tres cuerpos de las Fuerzas Armadas Portuguesas, proponiendo un centro de fabricación del Tavor en Portugal. El concurso se anuló debido a acusaciones de parcialidad en favor del Heckler & Koch G36. | [ 43 ] [ 44 ]               |
| Tailandia           | TAR-21                   | En 2007 el Ejército Real de Tailandia realizó una compra de 15 000 unidades del TAR-21, seguida por un segundo lote de 15 037 unidades encargada a la IWI el 9 de septiembre de 2008. En septiembre de 2009 el ejército aprobó dos lotes más, ambas de 13 868 unidades, sumándose a un total de 58 206 fusiles de asalto Tavor en posesión de las fuerzas armadas de este país. El motivo de las continuas adquisiciones ha sido la intención de retirar a los 106 205 fusiles M16A1 actualmente en servicio. | [ 45 ] [ 46 ] [ 47 ]        |
| Turquía             |                          | Ha dotado de Tavor a su unidad de Boinas Rojas. | [ 48 ]                      |
| Ucrania             |                          | Yuriy Lutsenko, director general del Ministerio de Asuntos Interiores de Ucrania, anunció el 1 de octubre de 2008 que la IWI y la empresa ucraniana RPC Fort, abrirían una línea de fabricación conjunta para un subfusil adaptado a las fuerzas especiales, tanto militares como policiales, de este país. | [ 49 ] [ 50 ]               |
| Uruguay             | Tavor X95                | Incorporada en octubre de 2021 por la Guardia Republicana en el plan de modernización del cuerpo. | [ 51 ]                      |
| Vietnam             | TAR-21                   | Aunque no existen datos oficiales, la Infantería de Marina y la Armada vietnamita tienen a su servicio algunas unidades del TAR-21, ignorando de momento si se trata de armas importadas de Israel o una versión fabricada localmente bajo licencia de la IWI. | [ 52 ]                      |